# Charles Houël
Pour les articles homonymes, voir Houël.
Charles Houël du Petit Pré (1616-22 avril 1682) est le gouverneur de la Guadeloupe de 1643 à 1664, il arrive en Guadeloupe le 5 septembre. Nommé par la Compagnie des îles d'Amérique, il lui rachète l'archipel. Il devient, par une proclamation royale datée d'août 1645, le premier officier de justice de l'île. Louis XIV lui accorde le titre de marquis de Guadeloupe.
Il trouve une île en piteux état et la réorganise en faisant construire le fort Charles. La Compagnie des îles d'Amérique propriétaire de l'île est en banqueroute en 1648. Le 4 septembre 1649, Charles Houël, qui s'associe à son beau-frère Jean de Boisseret d'Herblay, rachète l'archipel ainsi que la Désirade, Marie-Galante et les Saintes pour 60 000 livres de pétun (tabac) et s'engage à livrer 600 livres de sucre fin par an . Le contrat de vente de la Guadeloupe est au nom de Jean de Boisseret. Ils sont à l'origine de l'essor de l'archipel grâce à la plantation de sucre, café et cacao.
Le 23 août 1659, à la suite du décès de son associé et en conflit avec ses neveux, il est contraint de signer le partage de la Guadeloupe, Marie-Galante appartiendra à la famille De Boisseret. Le 29 mars 1661, la famille De Boisseret obtient le Marquisat de Sainte-Marie à Capesterre-Belle-Eau. Quant à Charles Houël, le marquisat d'Houëlbourg lui est accordé en 1660.
Malgré le traité de paix de 1640 entre les Amérindiens et la France, des affrontements avec les Caraïbes continuent. Le 31 mars 1660, Charles Houël signe un traité avec les Caraïbes. Les Caraïbes abandonnent la majeure partie de l'île aux Français et refluent sur l'île de la Dominique. Toutefois, un petit nombre d'Amérindiens trouve refuge au nord et à l'est de la Grande-Terre (pointe de la Grande-Vigie à Anse-Bertrand et Pointe des Châteaux à Saint-François).
Charles Houël fonde la ville de Basse-Terre en 1649.
Créée par Colbert en août 1664, la Compagnie des Indes Occidentales a pour monopole l'exploitation des îles à sucre et pour mission première le rachat de l'île de la Guadeloupe à Houël pour y rétablir l’autorité royale. 
Charles Houël meurt le 22 avril 1682, peu de temps après avoir acquis une charge de secrétaire du Roi.

## Postérité
Il a donné son nom au Houëlmont, un sommet des monts Caraïbes. Les armoiries de Baie-Mahault sont encore celles de Charles Houël. Le lieu-dit Morne Houel à Saint-Claude porte son nom.